# 떡갈비

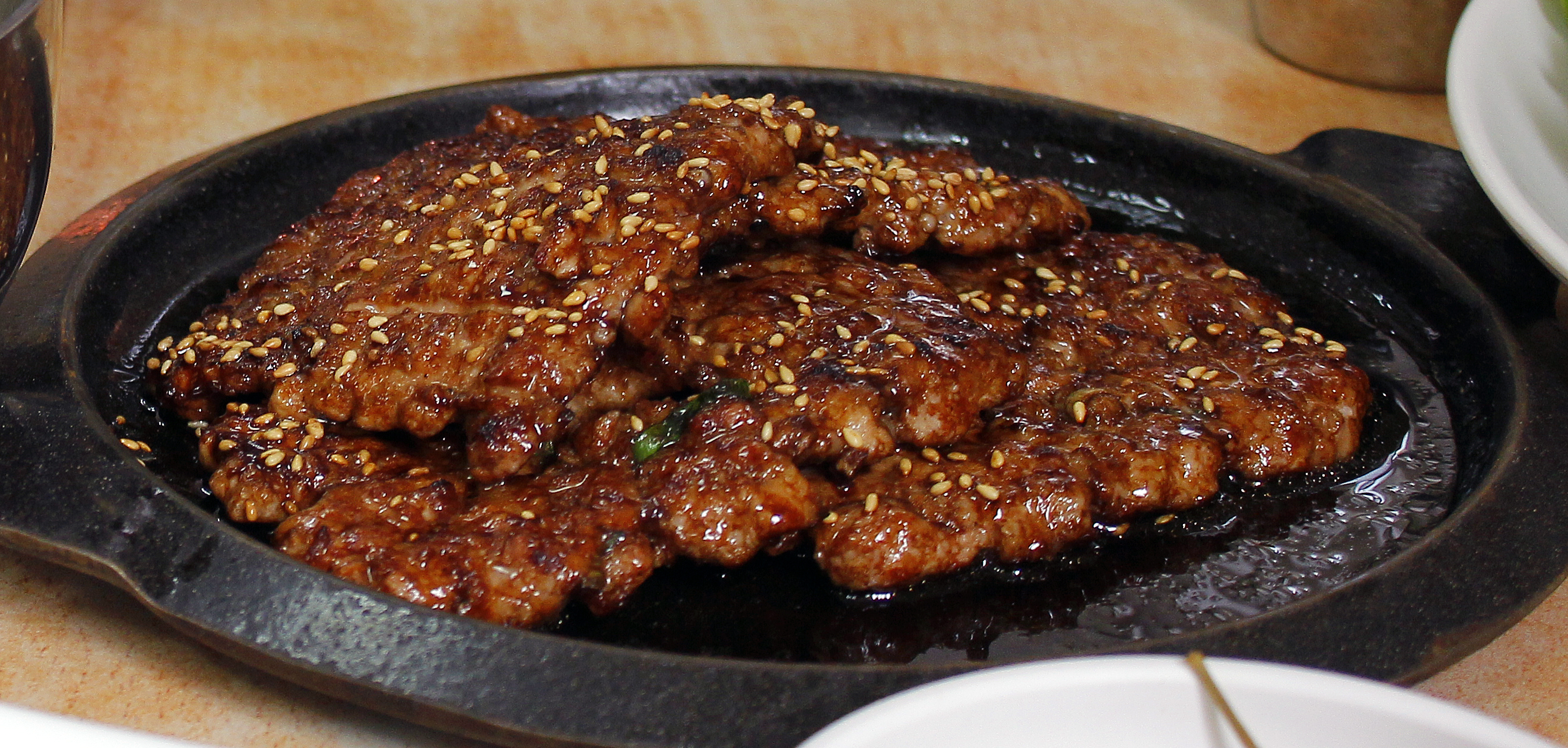
송정 떡갈비

떡갈비는 다진 쇠고기 갈비로 만든 한국의 음식이다. 원래 궁중음식이었던 떡갈비는 이제 한국 중서부 지역의 경기도와 남서부 지역의 전라남도 지역 특산품이 되었다.

## 어원
이름은 떡과 모양이 비슷해서 붙여진 이름이다. 고기를 반죽하고 성형하는 과정은 떡을 만드는 과정과 비슷하다. 마지막 요리도 떡처럼 부드럽다.
떡갈비라는 단어는 1960년대 후반부터 1970년대 초반까지 비교적 짧은 역사를 가지고 있다. 그전에는 효갈비라고 불렀다. "효(孝)갈비" 또는 "노(老)갈비"는 "나이 든 갈비뼈"를 의미하는데, 이는 치아가 너무 약해서 갈비뼈에서 고기를 물어뜯을 수 없는 나이든 사람들을 위한 요리였기 때문이다. 효갈비와 노갈비는 모두 조선 시대(1392~1897)에 사용되었다.

## 역사
떡갈비는 한국 궁중 요리에서 쇠고기 요리였다. 쇠고기를 숯불에 굽는 경기도의 요리법은 조선 후기에 궁녀들로부터 전해졌다고 전해지는 반면, 전라남도의 요리법은 유배 중인 양반들에 의해 전해진 것으로 전해지고 있다. 그중에서도 송희경 (1376~1446)이 전한 담양 떡갈비가 가장 유명하다.
현대 대한민국에서는 떡갈비도 돼지고기, 오리고기 등 쇠고기와 섞이거나 섞인 재료로 만든다. 소고기 반 돼지고기로 만든 떡갈비는 1950년대 광주 송정리에서 최저자가 처음 만들어 판매했다. 오리떡갈비는 오리 고기로 만든 광주의 인기 요리다.

## 상세
떡갈비는 어린이나 이가 부실한 노인들이 질긴 고기를 뜯어 먹기란 쉽지 않은 사람들에게 선호된다. 왜냐하면 떡갈비는 고기를 부드럽게 가공하여 만들기 때문이다.
소갈비와 돼지갈비를 절반씩 섞어 네모난 떡 모양으로 만든 뒤, 양면 석쇠에 얹은 다음 숯불에 구워 먹는다. 소갈비와 돼지갈비를 절반씩 섞는 이유는 소갈비만 넣을 경우 너무 맛이 퍽퍽하기 때문에, 적당히 기름기를 섞기 위하여 돼지갈비를 섞는다.
떡갈비는 갈비구이의 서민용 형태로, 갈빗살을 발라내어 갖은 양념을 한 다음 다시 갈비뼈에 붙여 구워내 뼈에 살이 많이 붙은 갈비인 양고기를 만들어 먹으면서 생겨난 음식이다.
1990년대 말부터 '궁중'이라는 단어를 붙여 떡갈비가 본래 궁중에서 임금이 즐기던 요리이며, 임금이 체통 없이 갈비를 손에 들고 먹을 수 없어 만들어진 요리라는 말이 돌고 있지만 이는 역사적 사실이 아니다.

## 준비
고기는 소갈비살을 따로 떼어 곱게 다진 후 소금, 후추 간, 생강즙, 간장, 다진 마늘, 다진 양파, 청주, 설탕, 참기름 등의 각종 양념과 향료로 재운다. . 양념장은 미리 삶아 체에 걸러서 식힌다. 다진 고기는 소량의 밀가루를 풀로 사용하여 모양을 만들고 갈비뼈에 다시 붙이고 참나무 위에서 숯불에 굽는다. 석쇠에 올려지면 고기 패티를 굽는 동안 소스를 솔질한다.
송정 떡갈비는 소고기와 돼지고기를 섞어 직사각형 모양으로 빚어 굽는다. 쇠고기 자체가 너무 건조하기 때문에 돼지 고기를 추가하여 더 기름지게 한다. 다시마, 배, 꿀 등 20여 가지의 재료로 만든 양념에 고기를 오랜 시간 손으로 반죽하는 최저자의 레시피다. 숯불에 천천히 굽는 동안 간간히 고기에 소스를 발라준다.

## 같이 보기
- 차플리 케밥
- 갈비구이
- 프리카델레
- 햄버그 스테이크
- 미트로프
- 패티